# ليفي ماديندا
ليفي كليمنت ماديندا (بالفرنسية: Lévy Madinda)‏ (مواليد 11 يونيو 1992) هو لاعب كرة قدم غابوني يلعب لصالح نادي سلتا فيغو الأسباني.

## روابط خارجية
- ليفي ماديندا على موقع الاتحاد الدولي (مؤرشف)  (الإنجليزية)
- ليفي ماديندا على موقع اتحاد تركيا (لاعب) (الإنجليزية)
- ليفي ماديندا على موقع قاعدة بيانات كرة القدم.إي يو (الإنجليزية)
- ليفي ماديندا على موقع ناشيونال فوتبول تيمز (الإنجليزية)
- ليفي ماديندا على موقع Soccerbase.com (لاعب) (الإنجليزية)
- ليفي ماديندا على موقع Soccerway.com (الإنجليزية)
- ليفي ماديندا على موقع عالم كرة القدم.نت (الإنجليزية)
- ليفي ماديندا على موقع كووورة
- ليفي ماديندا على موقع أوليمبيديا (الإنجليزية)
- ليفي ماديندا على موقع AS.com (الإسبانية)